# Thierry
Thierry je priimek več oseb:
- Amédée-Alexandre-Gabriel-Henri Thierry, francoski general
- Olivier-Charles-Marie Thierry d’Argenlieu, francoski general
- Vilma Thierry (Vilma Kavčnik Thierry) (1890-1942), hrvaška operna pevka mezzosopranistka, tudi v Ljubljani